# نانژائو، فوجیان
نانژائو، فوجیان (به لاتین: Nanzhao) یک شهرک در جمهوری خلق چین است که در [[Zhao'an County]|شهرستان ژائوان] واقع شده‌است. نانژائو ۱۴ متر بالاتر از سطح دریا واقع شده‌است.